# TRF1
TRF1 (фр. Canon tracté de 155 mm Tr F1) — французская 155-мм самодвижущаяся гаубица. Производилась компанией GIAT.
Предназначена для оснащения артиллерийских полков пехотных и танковых дивизий. Самостоятельно может передвигаться со скоростью 8 км/ч. Имеет полуавтоматическое заряжание.

## Описание
Впервые была представлен на выставке вооружений Satory 1979, а затем оно сменило в армии гаубицы Модели 50.
Транспортировка и снабжение боеприпасами производятся грузовиком Renault TRM 10000, где, помимо артиллерийского расчёта из 7 человек, размещается 48 выстрелов.
Расчёт состоит из наводчика, командира, 2 заряжающих (замковых), оператора зарядного устройства, водителя и 2 прави́льных.

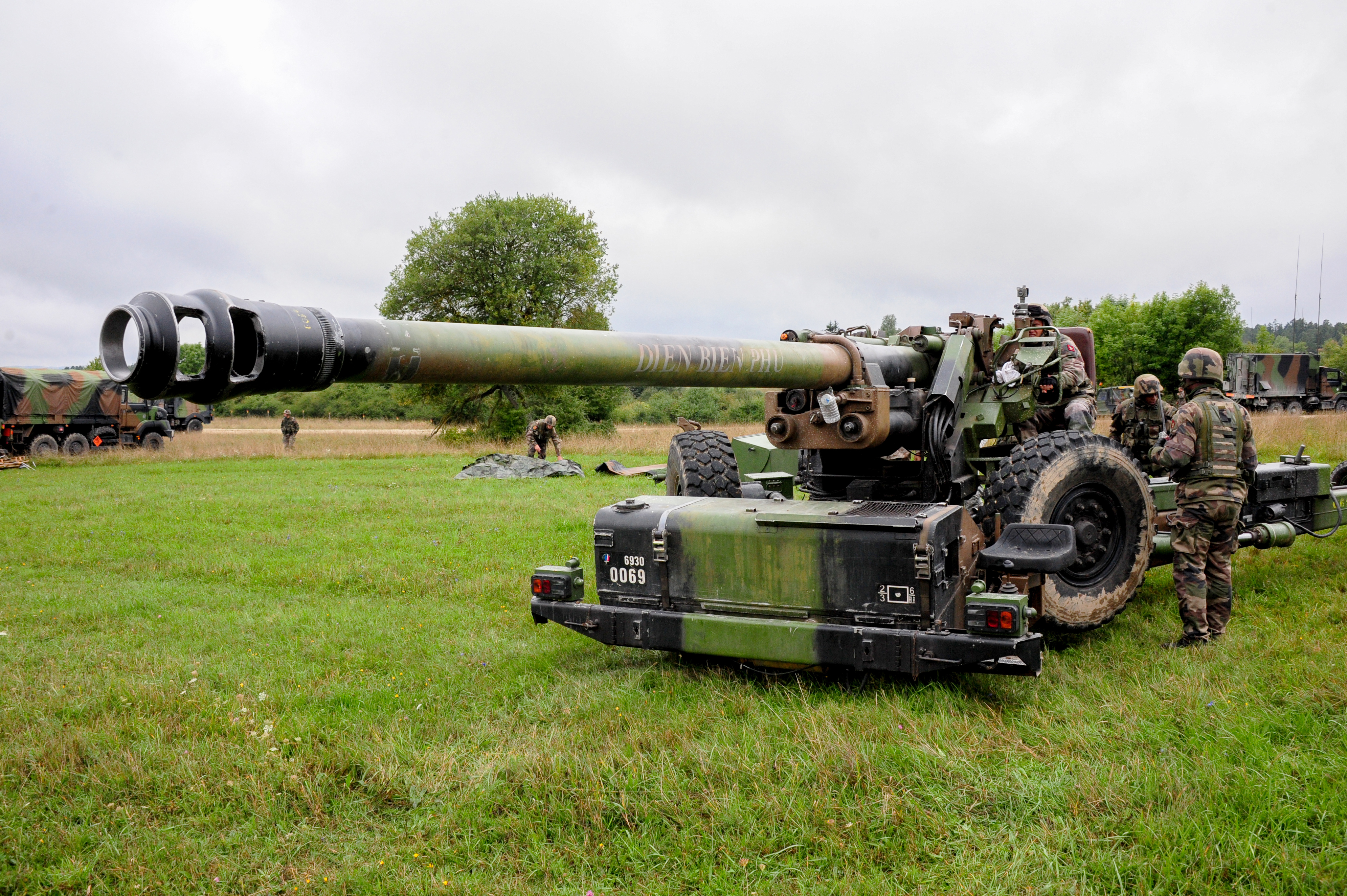
TRF1 3-го артиллерийского полка марин 6-й бронекавалерийской бригады на учениях Combined Endeavor 2013. 17 сентября 2013 г.

## Тактико-технические характеристики
- Дальность: 24 км обычными снарядами, 30 км активно-реактивными снарядами
- Скорострельность: 6 выстр./мин.[2]
- Развёртывание батареи: <5 минут[2]
- Пересечение уклонов с углом в 60 % и бродов глубиной 1,2 м.
- Наводка орудия гидравлическим устройством.

## Производство
Изготовлялась Буржским арсеналом с 1984 по 1993 год.

## Использование
В общей сложности во французскую армию поставлено 105 образцов TRF1. Стояла на вооружении 11-го артиллерийского полка и 68-го африканского артиллерийского полка в 1989—1990 гг. 16 пушек 11-го апм приняли участие в Войне в Заливе в составе экспедиционной дивизии «Даге» (Division Daguet).
На 2013 год гаубицей TRF1 были вооружены:
- 3-й артиллерийский полк морской пехоты (3e régiment d’artillerie de marine);
- 5-й заморский (экспедиционный) смешанный полк (5e régiment interarmes d’outre-mer);
- 11-й артиллерийский полк морской пехоты (11e régiment d’artillerie de marine);
- 35-й парашютно-десантный артиллерийский полк (35e régiment d’artillerie parachutiste);
- 93-й горноартиллерийский полк (93e régiment d’artillerie de montagne)[6].

На смену TRF1 Франция производит самоходные артиллерийские установки CAESAR. На 2016 год 12 пушек TRF1 всё ещё оставались на вооружении.

## Операторы

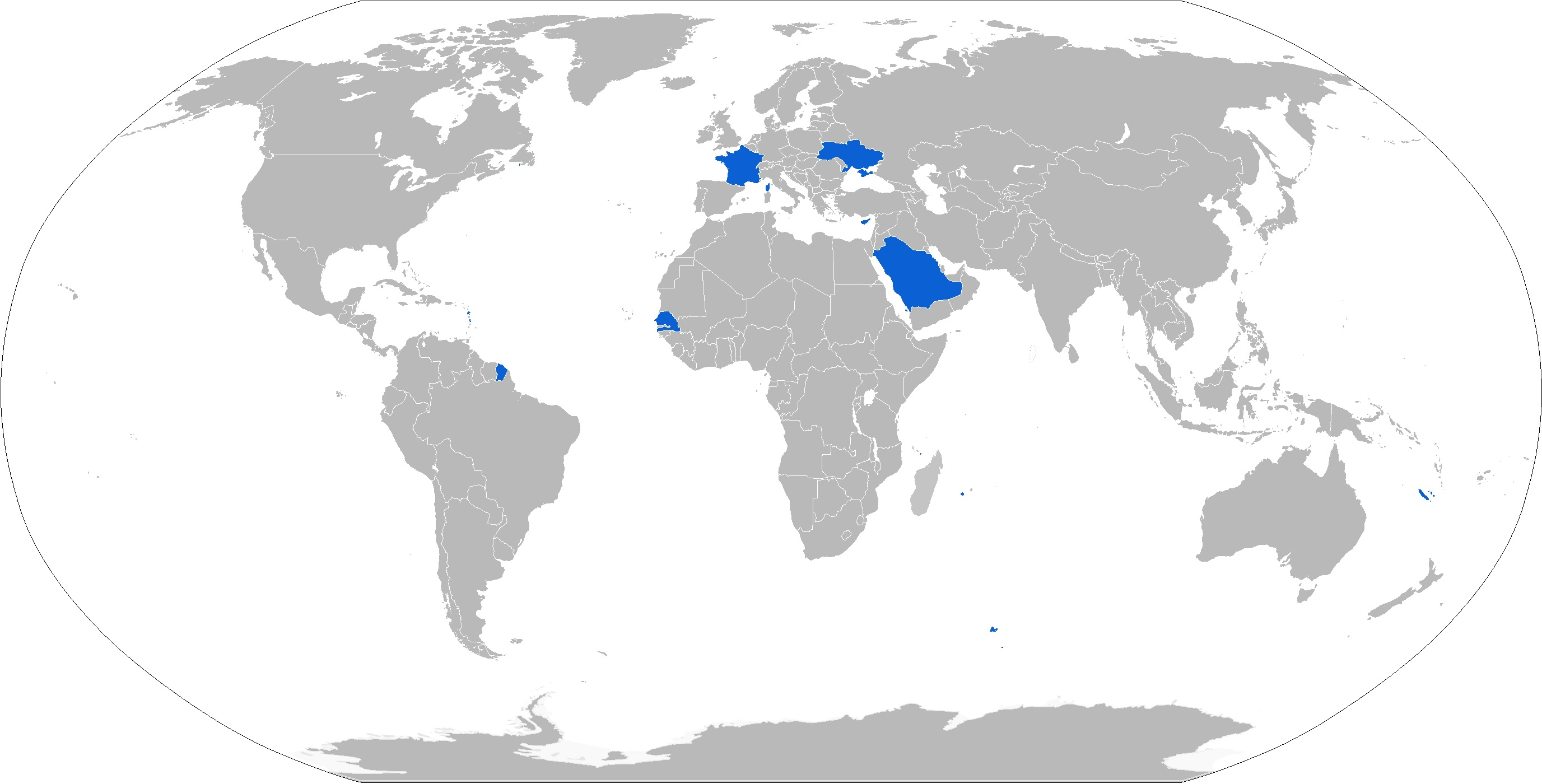
Операторы TRF1.

### Современные
- Кипр: 12 единиц по состоянию на 2024 год[8]
- Франция: 12 единиц на вооружении по состоянию на 2024 год[9], (105 ед. всего).
- Украина: 14 единиц по состоянию на 2024 год[10][11]

### Бывшие
- Саудовская Аравия: 28 единиц